# Leiningen-Guntersblum
Leiningen-Guntersblum fou una línia comtal d'Alemanya sorgida el 1658 pel repartiment de la línia de Leiningen-Falkenburg. La línia Leiningen-Heidesheim es va extingir el 1766 i va passar a Leiningen-Guntersblum. El 1774 es va dividir en dos línies: la segona de Leiningen-Guntersblum, que el 1803 es va rebatejar Leiningen-Billigheim, i la segona de Leiningen-Heidesheim que va rebre una part de la línia vella. Guillem Carles va morir el 1809.
Leiningen-Billigheim fou el nom que va adoptar el comtat de Leiningen-Guntersblum (segona línia) el 1803. El seu únic comte fou Guillem Carles que va governar del 1803 al 1806 en què els seus estats foren mediatitzats.

## Comtes de Leiningen-Guntersblum
- Joan Louis 1658-1687
- Carles Lluís 1687-1709
- Emich Leopold 1687-1719
- Emich Lluís 1719-1766
- Frederic Teodor Lluís 1766-1774
- Guillem Carles 1774-1803 (de Leiningen-Billingheim des del 1803).